# Фестиваль неаполитанской песни
Фестива́ль неаполита́нской пе́сни (итал. Festival della Canzone Napoletana), в Италии также известный просто как Festival di Napoli (Фестиваль в Неаполе), — конкурс неаполитанской песни. В первый раз проводился в 1952 году, в последний — в 2004. С 1952 по 1970 годы фестиваль транслировался по телевидению на RAI, а с 1998 по 2004 годы, уже в другой по атмосфере версии, на Rete 4.

## История
Фестиваль в Неаполе является символом неаполитанской песни второй половины XX века. Родился он в Неаполе в 1952 году, на следующий год после рождения Фестиваля в Сан-Ремо.
Среди участников фестиваля с 1952 по 1970 годы были такие неаполитанские певцы, как Глория Кристиан, Фаусто Чильяно, Марио Да Винчи, Енцо Дель Форно, Пеппино Ди Капри, Джанни Надзаро, Нино Фьоре, Джедже Ди Джакомо, Туллио Пне, Пеппино Гальярди, Глориана, Джульетта Сакко, Бруно Вентурини, Франко Риччи, Марио Аббате, Тони Астарита, Серджио Бруни, Тони Бруни, Мирна Дорис, Аурелио Фьерро, Нунцио Галло, Марио Мерола, Мария Парис, Джакомо Рондинелла и Марио Треви. К ним присоединились такие певцы с Фестиваля в Сан-Ремо и из других стран, как Карла Бони, Вильма Де Анджелис, Доменико Модуньо, Орнелла Ванони, Клаудио Вилла, Дон Баки, Джорджо Габер, Джули, Фред Бонгусто, Нилла Пицци, Оскар Карбони, Бетти Куртис, Джорджо Консолини, Тони Даллара, Джула Де Пальма, Джонни Дорелли, Equipe 84, Луизель, Los Marcellos Ferial, Марино Марини, Миранда Мартино, Мильва, Джино Латилло, Анна Идентичи, Вильма Гойк, I Giganti, Лючиано Тайоли, Тео Теоколи, Акилле Тольяни, Ива Дзаникки, Кармен Виллани, Лючиано Виргили, Нарчисо Париджи, Катина Раньери, Фло Сандон’с, Лара Сен-Поль, Мемо Ремиджи, Дин Рид, Анна Герман, Мей Лан Чан, Нини Россо, Робертино (Робертино Лоретти), Тедди Рено и такие авторы песен, как Франко Франки, Оресте Льонелло, Нино Таранто, Ренато Рашель, Омбретта Колли, Ландо Фьорини, Беньямино Маджио и Анджела Люче.
Фестиваль вели такие люди, как Нунцио Филогамо, Энцо Тортора, Пиппо Баудо, Майк Бонджорно, Коррадо, Даниэле Пьомби.
Традиция проведения фестиваля была прервана в 1971 году. После многочисленных попыток вновь его организовать фестиваль вернулся в Неаполь в 1981 году под именем «Festival di Napoli ’81». Шоу того года, поделённое на три вечера, было организовано DAN при содействии RAI и под патронажем итальянской административной области Кампания. Вёл его Франко Сульфитес с соведущей Марией Лаурой Сольдано. Транслировалось оно в цвете из Teatro Metropolitan di Napoli на телеканале Rai Tre с 22:30 до самого окончания. Также с 22:45 велась радиотрансляция на второй радиопрограмме компании Rai.
После того раза проведение фестиваля опять было надолго прервано. В 1998 году, хоть и в другой уже по духу версии и с другими результатами, фестиваль вернулся на телеканале Rete 4. Там он выходил до 2004 года, после чего проводить его опять перестали.

## Победители
- 1952: Нилла Пицци и Франко Риччи[итал.] — «Desiderio 'e Sole»
- 1953: Фестиваль не проводился, поскольку сначала он был задуман как проводимый раз в два года, но потом Организация передумала.
- 1954: Туллио Пане[итал.] и Акилле Тольяни — «Suonno d’ammore»
- 1955: Джино Латилла[итал.] с Карлой Бони и Мария Парис[итал.] — «'E stelle 'e Napule»
- 1956: Грация Грези[итал.] и Аурелио Фьерро[итал.] — «Guaglione»
- 1957: Мариза Дель Фрате — «Malinconico autunno»
- 1958: Нунцио Галло и Аурелио Фьерри[итал.] — «Vurria»
- 1959: Фаусто Чильяно[итал.] и Тедди Рено[итал.] — «Sarrà chi sa?»
- 1960: Руджеро Кори[итал.] и Фло Сандон’с[итал.] — «Serenata a Margellina»
- 1961: Аурелио Фьерро[итал.] и Бетти Куртис[итал.] — «Tu si' 'a malincunia»
- 1962: Серджио Бруни[итал.] и Глория Кристиан[итал.] — «Marechiaro marechiaro»
- 1963: Клаудио Вилла и Мария Парис[итал.] — «Jammo ja'»
- 1964: Доменико Модуньо и Орнелла Ванони — «Tu si' 'na cosa grande»
- 1965: Аурелио Фьерро[итал.] и Тони Астарита[итал.] — «Serenata all’acqua 'e mare»
- 1966: Серджио Бруни[итал.] и Робертино (Робертино Лоретти) — «Bella»
- 1967: Нино Таранто[итал.] и I Balordi[итал.] — «'O matusa»
- 1968: Мирна Дорис[итал.] и Тони Астарита[итал.] — «Core spezzato»
- 1969: Аурелио Фьерро[итал.] и Мирна Дорис[итал.] — «Preghiera a 'na mamma»
- 1970: Пеппино Ди Капри и Джанни Надзаро — «Me chiamme ammore»
- 1971: Приостановлен телерадиокомпанией RAI.
- 1981: Марио Да Винчи[итал.] — «'A mamma»
- 1998: Иления — «Ehi Pascà!»
- 1999: Джанни Фьореллино[итал.] — «Girasole»
- 2000: Пия Патерно — «Sempre con te»
- 2001: Марио[итал.] и Франческо Мерола — «L’urdemo emigrante»
- 2002: Анна Калемме[итал.] e gli Istentales — «Vorrei»
- 2003: Роберто Полизано — «Amore senza parole»
- 2004: Марика — «Astrigneme»

## В кино
Фестиваль использован для завязки сюжета в фильме «Операция „Святой Януарий“». Преступники назначают ограбление сокровищницы святого Януария на время фестиваля, так как внимание всех неаполитанцев (включая охрану) приковано к телетрансляции.